# Jerome Tanner
Jerome Tanner (alias Lex T. Drill, Lex Drill, Jerry Tanner) est un producteur et réalisateur américain de films pornographiques.

## Récompenses
- 1987 AVN Award - Meilleur réalisateur (vidéo) - Club Exotica[2]
- 2006 intronisé au AVN Hall of Fame[3]
- 2006 Adam Film World Guide Award - Prix pour l'ensemble de ses réalisations